# Lumor Agbenyenu
Lumor Agbenyenu, né le 15 août 1996 à Accra, est un footballeur international ghanéen. Il évolue au poste de défenseur central.

## Carrière

### En club
Formé au Kasoa-based Unistar Academy puis à partir de 2014 FC Porto  il s'engage avec le Portimonense SC en 2015, club qui évolue alors en LigaPro, la seconde division portugaise. Il s'y impose dès sa première saison (trente-quatre titularisations). Il commence la saison dans les mêmes condition, mais est prêté lors du mercato hivernal au TSV 1860 Munich en deuxième division allemande. Le club bavarois est relégué sportivement en troisième division puis administrativement en quatrième division, pendant que le Portimonense SC est champion de LigaPro et accède à la première division. À l'intersaison 2017 Agbenyenu retourne dans son club portugais malgré l'intéret d'autres clubs européens.

### En équipe nationale
Il reçoit sa première sélection en équipe du Ghana le 11 juin 2017, contre l'Éthiopie. Ce match gagné 5-0 rentre dans le cadre des éliminatoires de la Coupe d'Afrique des nations 2019.